# Hazleton (Pennsylvania)
Hazleton is een plaats (city) in de Amerikaanse staat Pennsylvania, en valt bestuurlijk gezien onder Luzerne County.

## Demografie
Bij de volkstelling in 2000 werd het aantal inwoners vastgesteld op 23.329. In 2006 is het aantal inwoners door het United States Census Bureau geschat op 22.037, een daling van 1292 (-5,5%).

## Geografie
Volgens het United States Census Bureau beslaat de plaats een oppervlakte van 15,5 km², geheel bestaande uit land. Hazleton ligt op ongeveer 508 m boven zeeniveau.

## Plaatsen in de nabije omgeving
De onderstaande figuur toont nabijgelegen plaatsen in een straal van 8 km rond Hazleton.